# Mezquititlán
Mezquititlán är en ort i Mexiko.   Den ligger i kommunen San Agustín Metzquititlán och delstaten Hidalgo, i den sydöstra delen av landet, 130 km norr om huvudstaden Mexico City. Mezquititlán ligger 1 376 meter över havet och antalet invånare är 1 673.
Terrängen runt Mezquititlán är huvudsakligen kuperad. Mezquititlán ligger nere i en dal. Runt Mezquititlán är det ganska glesbefolkat, med 27 invånare per kvadratkilometer. Närmaste större samhälle är Zacualtipán, 13,1 km norr om Mezquititlán. I omgivningarna runt Mezquititlán växer huvudsakligen savannskog.